# Teremia Mică

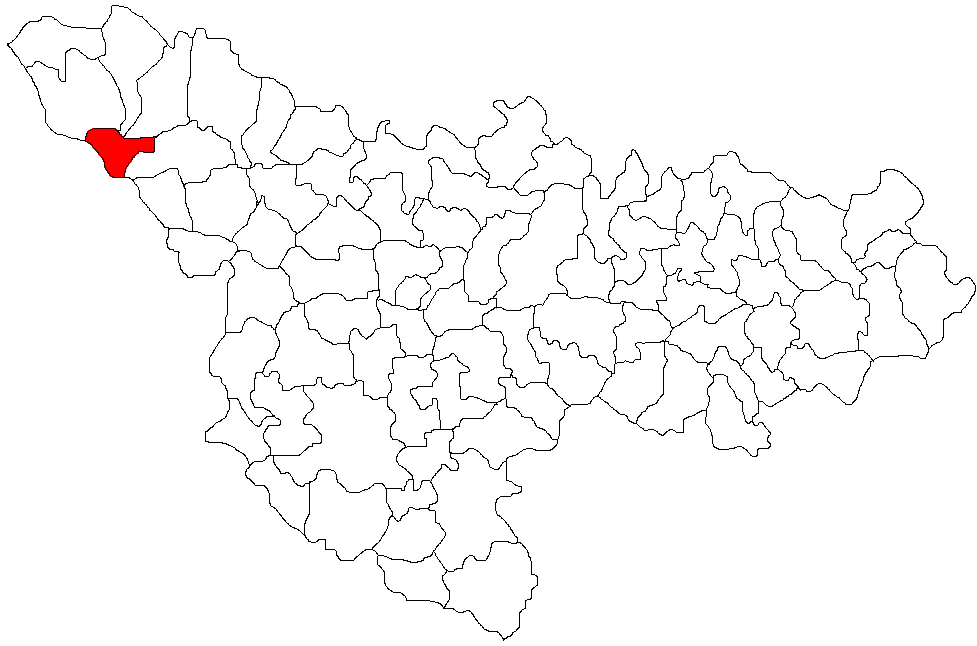
Lage der Gemeinde Teremia Mare im Kreis Timiș

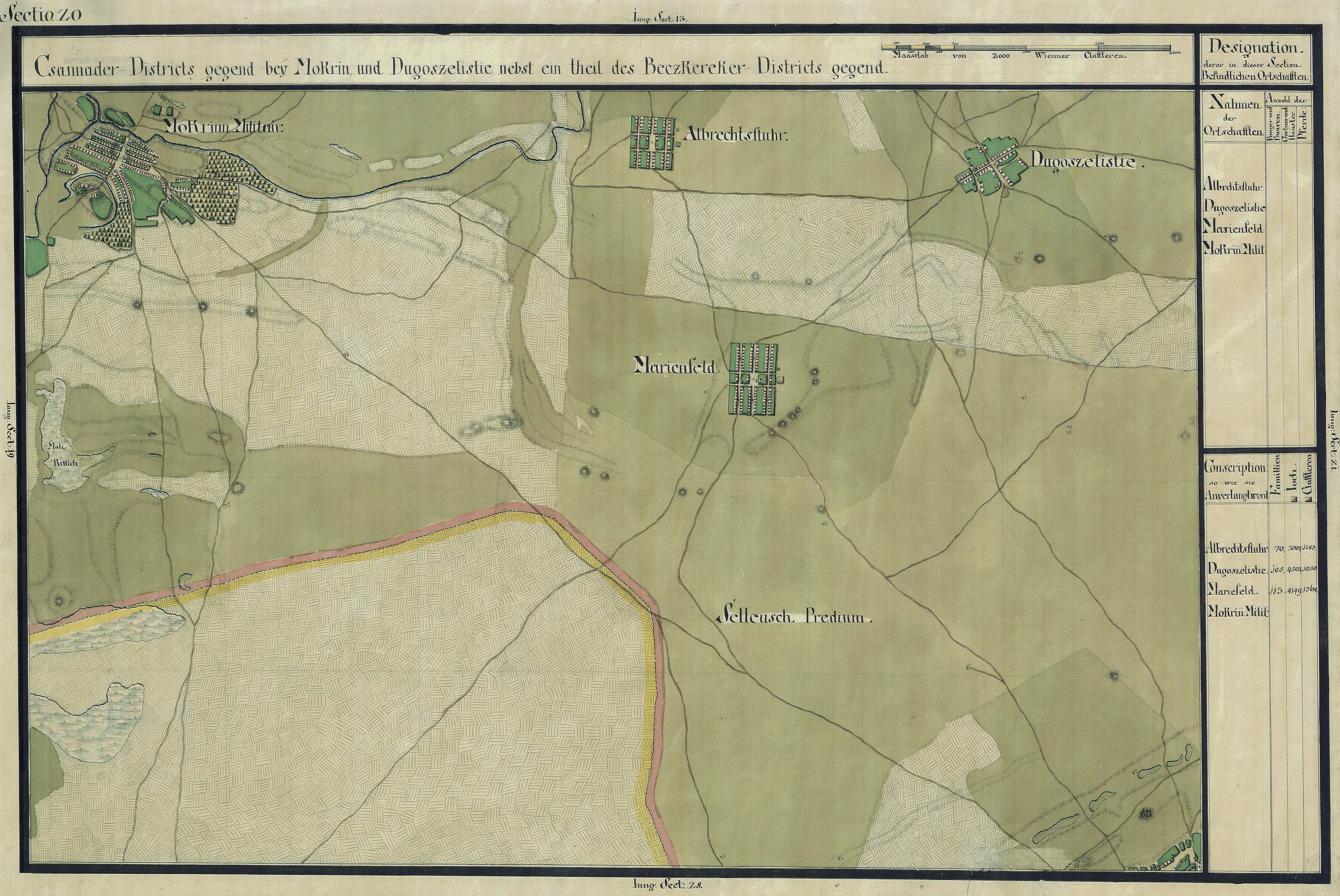
Teremia Mică auf der Josephinischen Landaufnahme

Teremia Mică (deutsch Albrechtsflor oder Kleintermin, ungarisch Teremi) ist ein Dorf im Kreis Timiș, im Banat, in Rumänien. Es gehört zur Gemeinde Teremia Mare (deutsch Marienfeld).

## Lage
Teremia Mică liegt in der Banater Heide, 15 km südwestlich von Sânnicolau Mare und 3 km südlich von Teremia Mare, dicht an der Grenze zu Serbien.

## Nachbarorte
| Valcani | Dudeștii Vechi                              | Sânnicolau Mare |
| Mokrin  | Kompassrose, die auf Nachbargemeinden zeigt | Nerău           |
| Kikinda | Teremia Mare                                | Comloșu Mare    |

## Geschichte
Mitte des 15. Jahrhunderts waren Johann Töl und Kaspar Teremi die Besitzer des Gutes Teremi, das östlich von Mokrin und südlich von Marienfeld lag. In den Jahren 1557 bis 1558 hatte Teremi 23 serbische Bewohner. 1717 gehörte das Dorf dem Temesvarer Distrikt an und hatte 19 Häuser. Danach verödete der Ort immer mehr.
Nach dem Frieden von Passarowitz am 21. Juli 1718 wurde das Banat nach 164 Jahren Türkenherrschaft der Habsburgermonarchie angeschlossen und als kaiserliche Kron- und Kammerdomäne der Wiener Reichsregierung unterstellt. Es begann die habsburgische Kolonisation des Banats durch die sogenannten Schwabenzüge.
Auf der Mercy-Karte von 1723 war der Ort als Prädium (Weideland) eingetragen. In den Jahren 1769 bis 1770 siedelte Carl Samuel Neumann Edler von Buchholt in der Gegend zwei Dörfer an, Albrechtsflor und Marienfeld.
Das heutige Teremia Mică wurde 1770 während der Theresianischen Kolonisation durch die Ansiedlung von 78 deutschen Familien gegründet. Ursprünglich hieß der Ort Albrechtsflur, nach Herzog Albert von Sachsen-Teschen. Die Siedler kamen aus dem Elsass, aus Lothringen und Westfalen. Unter ihnen waren viele Franzosen, die vollständig eingedeutscht wurden.
1782 entstand die Pfarrei und 1783 wurden die Matrikelbücher eingeführt. Die Einsegnung der Kirche fand 1856 statt, nachdem die Schule bereits 1848 errichtet worden war. 1878 hatte die Gemarkung 3254 Joch Grund und Boden, davon 2350 Joch Äcker, 582 Joch Wiese, 122 Joch Weingärten und 15 Joch Gärten.
1910 stellten die 1230 Deutschen 97,6 % der Bevölkerung, 1930 lag der Anteil der Deutschen mit 1225 Seelen bei 98,4 %. Nach den beiden Weltkriegen sank die Bevölkerung des Ortes stark. 1945 hatte Albrechtsflor nur noch 689 Einwohner.
Am 4. Juni 1920 wurde das Banat infolge des Vertrags von Trianon dreigeteilt. Der größte, östliche Teil, zu dem auch Kleintermin gehörte, fiel an das Königreich Rumänien.
Im Ersten Weltkrieg hatte Albrechtsflor 61 Tote zu beklagen. Ihnen zu Ehren wurde 1936 das Kriegerdenkmal eingeweiht.
Infolge des Waffen-SS Abkommens vom 12. Mai 1943 zwischen der Antonescu-Regierung und Hitler-Deutschland wurden alle deutschstämmigen wehrpflichtigen Männer in die deutsche Armee eingezogen.
Noch vor Kriegsende, im Januar 1945, fand die Deportation aller volksdeutschen Frauen zwischen 18 und 30 Jahren und Männer im Alter von 16 bis 45 Jahren zur Aufbauarbeit in die Sowjetunion statt.
Im Zweiten Weltkrieg verloren 29 Bewohner ihr Leben, 374 flüchteten in Richtung Westen und 148 wurden verschleppt. In den 1980ern und Anfang der 1990er Jahre fand die große Auswanderungswelle nach Deutschland statt. 1992 lebten noch 16 Deutsche im Dorf. Der Anteil der rumänischen Bevölkerung beträgt heute 95 %.
Das Bodenreformgesetz vom 23. März 1945, das die Enteignung der deutschen Bauern in Rumänien vorsah, entzog der ländlichen Bevölkerung die Lebensgrundlage. Der enteignete Boden wurde an Kleinbauern, Landarbeiter und Kolonisten aus anderen Landesteilen verteilt. Anfang der 1950er Jahre wurde die Kollektivierung der Landwirtschaft eingeleitet.
Durch das Nationalisierungsgesetz vom 11. Juni 1948 in Rumänien, das die Verstaatlichung aller Industrie- und Handelsbetriebe, Banken und Versicherungen vorsah, fand die Enteignung aller Wirtschaftsbetriebe unabhängig von der ethnischen Zugehörigkeit statt.
Da die Bevölkerung entlang der rumänisch-jugoslawischen Grenze von der rumänischen Staatsführung nach dem Zerwürfnis Stalins mit Tito und dessen Ausschluss aus dem Kominform-Bündnis als Sicherheitsrisiko eingestuft wurde, erfolgte am 18. Juni 1951 die Deportation „von politisch unzuverlässlichen Elementen“ in die Bărăgan-Steppe unabhängig von der ethnischen Zugehörigkeit. Die rumänische Führung bezweckte zugleich den einsetzenden Widerstand gegen die bevorstehende Kollektivierung der Landwirtschaft zu brechen. Als die Bărăganverschleppten 1956 heimkehrten, erhielten sie die 1945 enteigneten Häuser und Höfe zurückerstattet. Der Feldbesitz wurde jedoch kollektiviert.
Albrechtsflor war eines der Dörfer, die der planmäßigen Systematisierungspolitik von Nicolae Ceaușescu zum Opfer fallen sollten, was durch die Rumänische Revolution 1989 verhindert wurde.

## Einwohner
| Volksgruppe | 1910  | Prozente |
| ----------- | ----- | -------- |
| Rumänen     | 30    | 2,4 %    |
| Ungarn      | –     | 2,66 %   |
| Deutsche    | 1.200 | 97,6 %   |
| Sonstige    | –     | –        |
| Gesamt      | 1.230 | 100 %    |

| Volksgruppe | 1977 | Prozente |
| ----------- | ---- | -------- |
| Rumänen     | 260  | 34,58 %  |
| Ungarn      | 20   | 2,66 %   |
| Deutsche    | 453  | 60,24 %  |
| Sonstige    | 19   | 2,53 %   |
| Gesamt      | 752  | 100 %    |

| Volksgruppe | 2002 | Prozente |
| ----------- | ---- | -------- |
| Rumänen     | 608  | 95 %     |
| Ungarn      | 15   | 2,34 %   |
| Deutsche    | 15   | 2,34 %   |
| Sonstige    | 2    | 0,32 %   |
| Gesamt      | 640  | 100 %    |

## Persönlichkeiten
- Horst Samson (* 1954), Lehrer, Journalist, Schriftsteller, Generalsekretär des Internationalen Exil-P.E.N. – Sektion deutschsprachige Länder